# 黑帽大會
黑帽大會（Black Hat Briefing）是一个计算机安全会议，为世界各地的黑客、企业和政府机构提供安全咨询、培训和简报。黑帽将对信息安全感兴趣的各种人士聚集在一起，包括非技术人员、管理人员、黑客和安全专业人士。
黑帽大會是由傑夫·莫斯于1997年創辦。黑帽大會最初是在美國内华达州拉斯维加斯舉辦年度会议，现在会议定期在拉斯维加斯、巴塞罗那、伦敦、阿布扎比等地举行。过去也曾在阿姆斯特丹、東京都、华盛顿特区举办过会议 。2005年，黑帽被UBM plc旗下的UBM Technology Group收购。 